# 山尹村乡
山尹村乡是中国河北省石家庄市鹿泉市下辖的一个乡。

## 行政区划
山尹村乡下辖山尹村、南平同村、东郭庄村、西郭庄村、韩家园村、山南张庄村、底下园村。